# 頓野村
頓野村（とんのむら）は、福岡県鞍手郡にあった村。現在の直方市の一部にあたる。

## 地理
遠賀川の中流右岸、福智山の北西麓に位置していた

## 歴史

### 沿革
- 1889年（明治22年）4月1日 - 鞍手郡頓野村、上頓野村、感田村が合併して村制施行し、頓野村が設立[1][2]。
- 1926年（大正15年）11月1日 - 鞍手郡直方町、福地村、下境村、新入村と合併し、直方町が存続して廃止された[1][2]。